# Saimon Pains Tormen
Saimon Pains Tormen, mais conhecido como Saimon (Erechim, 3 de março de 1991), é um futebolista brasileiro que atua como zagueiro. Atualmente joga na Ponte Preta.

## Carreira

### Início
Revelado pelo Grêmio, o zagueiro teve poucas chances como titular em seus cinco anos de permanência no clube. Saimon chamou a atenção da mídia ao revidar a agressão do treinador do Internacional, Osmar Loss, durante a partida de despedida do Estádio Olímpico Monumental, acertando um tapa e derrubando os óculos do mesmo. Saimon acabou sendo expulso pelo árbitro Héber Roberto Lopes.

### Vitória
No dia 6 de janeiro de 2015, o zagueiro foi apresentado pelo Vitória, tornando-se o quarto reforço do rubro-negro baiano para a disputa da Série B de 2015.

### Figueirense
No dia 27 de maio de 2015, foi anunciada a sua contratação pelo Figueirense para disputar a sequência da Série A de 2015.

### Mogi Mirim
Em janeiro de 2016, Saimon acertou com o Mogi Mirim.

### Passo Fundo
No dia 23 de janeiro de 2017 acertou com o Passo Fundo para a disputa do Campeonato Gaúcho.

### Ypiranga
O jogador assinou com o Ypiranga para temporada de 2018, onde disputou jogos pela Divisão de Acesso (2ª divisão gaúcha), Campeonato Brasileiro Série C e Copa FGF. Teve importante atuação defensiva e também com gols, que auxiliaram o Ypiranga chegar a semifinal da divisão de acesso, e também a manter-se por mais um ano na Série C.

## Títulos
Grêmio
- Campeonato Gaúcho: 2010

Londrina
- Campeonato Paranaense: 2021

Vila Nova
- Campeonato Brasileiro - Série C: 2020

CRB
- Campeonato Alagoano: 2023 e 2024

Seleção Brasileira Sub-20
- Campeonato Sul-Americano: 2011